# Tuxedo (coquetel)
O Tuxedo é um coquetel clássico, composto de gin, vermute seco, bíter de laranja, maraschino (cereja em conserva) e Absinto.
Relacionado ao martini, o Tuxedo tem muitas variações desde sua concepção nos anos 1880. A origem do nome do coquetel refere-se ao clube de campo Tuxedo, nas proximidades de Jersey City, onde foi preparado pela primeira vez. O nome da vila Tuxedo Park, onde o clube foi instalado, deriva-se da palavra indígena tucseto, da tribo dos lenapes. A forma de roupa masculina com o mesmo nome tem origem no mesmo clube de campo e aproximadamente na mesma época.